# Carson Smith
Carson Donald Smith (né le 19 octobre 1989 à Dallas, Texas, États-Unis) est un lanceur de relève droitier de la Ligue majeure de baseball.

## Carrière

### Mariners de Seattle
Joueur des Bobcats de Texas State, Carson Smith est repêché au 8e tour de sélection par les Mariners de Seattle en 2011. Il fait ses débuts dans le baseball majeur avec Seattle le 1er septembre 2014 face aux A's d'Oakland.
Après 9 apparitions au monticule et 8 manches et un tiers lancées sans accorder de point à l'adversaire en fin de saison 2014 pour Seattle, Smith joue sa saison recrue en 2015. Il excelle pour les Mariners avec une moyenne de points mérités d'à peine 2,31 en 70 manches lancées lors de 70 sorties. Employé comme stoppeur après les insuccès, puis le renvoi de Fernando Rodney, Smith réalise 13 sauvetages.

### Red Sox de Boston
Le 7 décembre 2015, les Mariners échangent les lanceurs droitiers Carson Smith et Roenis Elías aux Red Sox de Boston contre le lanceur gaucher Wade Miley et le droitier Jonathan Aro.